# قرواو
قرواو (به عربی: قرواو) یک شهرداری در الجزایر است که در استان البلیده واقع شده‌است.